# رافائل کورته
رافائل کورته (انگلیسی: Raffael Korte؛ زادهٔ ۲۹ اوت ۱۹۹۰) بازیکن فوتبال اهل آلمان است.
از باشگاه‌هایی که در آن بازی کرده‌است می‌توان به باشگاه فوتبال زاربروکن، باشگاه فوتبال آینتراخت برانشوایگ، و باشگاه فوتبال یونیون برلین اشاره کرد.